# Elecciones al Senado de Argentina de 1877
Las Elecciones al Senado de la Nación Argentina de 1877 fueron realizadas a lo largo del mencionado año por las Legislaturas de las respectivas provincias para renovar 9 de las 28 bancas del Senado de la Nación.

## Cargos a elegir
| Provincia           | Senado    | Senado    |
| Provincia           | Senadores | A renovar |
| ------------------- | --------- | --------- |
| Buenos Aires        | 2         | 1         |
| Catamarca           | 2         | —         |
| Córdoba             | 2         | —         |
| Corrientes          | 2         | 1         |
| Entre Ríos          | 2         | —         |
| Jujuy               | 2         | 2         |
| La Rioja            | 2         | —         |
| Mendoza             | 2         | 1         |
| Salta               | 2         | —         |
| San Juan            | 2         | 1         |
| San Luis            | 2         | —         |
| Santa Fe            | 2         | 1         |
| Santiago del Estero | 2         | 1         |
| Tucumán             | 2         | 1         |
| Total               | 28        | 9         |

## Resultados por provincia
| Provincia           | Senador electo            |
| ------------------- | ------------------------- |
| Buenos Aires        | Aristóbulo del Valle      |
| Corrientes          | Miguel Victorio Gelabert  |
| Jujuy               | José Benito de la Bárcena |
| Jujuy               | Pablo Carrillo            |
| Mendoza             | Francisco Civit           |
| San Juan            | Rafael Igarzábal          |
| Santa Fe            | Manuel D. Pizarro         |
| Santiago del Estero | Gregorio Santillán        |
| Tucumán             | Benjamín Paz              |

1. ↑  Renunció el 12 de octubre de 1880, lo reemplaza Servando Bayo el 9 de agosto de 1881. Servando Bayo falleció el 18 de mayo de 1884, lo reemplaza Gerónimo Cello el 3 de julio de 1884.
2. ↑  Renunció el 12 de diciembre de 1882, lo reemplaza Nicolás Avellaneda el 30 de abril de 1883. Nicolás Avellaneda falleció el 25 de noviembre de 1885, no fue reemplazado.